# Arlington (Wisconsin)
Arlington – miasto w Stanach Zjednoczonych, w stanie Wisconsin, w hrabstwie Columbia.